# Peppino Gagliardi
Peppino Gagliardi (Nápoles, 25 de mayo de 1940-Nápoles, 9 de agosto de 2023) fue un cantante, autor y músico italiano.

## Biografía
En los años sesenta, Gagliardi participó en numerosas ocasiones en el Festival de Nápoles: en 1963 con «Maje», en 1964 con «Nisciuno 'o ppo' capì» y «Mparame a vule' bene», en 1966 con «Scriveme» e «Sole malato», y en 1969 se posiciona en el tercer lugar con «O’ Scugnizzo». Esta edición del Festival napolitano fue muy importante para el artista que, en el período entre 1965 y 1968, participa en tres ocasiones en el Festival de Sanremo: en 1965 con «Ti credo», en 1966 con «Se tu non fossi qui» y en 1968 con «Che vale per me».
Los años setenta representaron la verdadera época de oro para el artista napolitano. En 1972 retorna a Sanremo con la canción «Come le viole», obteniendo el segundo lugar y vendiendo muchísimas copias. En 1973 vuelve a obtener el segundo lugar en Sanremo con «Come un ragazzino».
Su tema «Che Vuole Questa Musica Stasera» forma parte de la banda sonora de la película de Guy Ritchie The Man From U.N.C.L.E. de 2015.